# Мендт, Марианне
Марианне Мендт (нем. Marianne Mendt; урожд. Марианне Крупицка (нем. Marianne Krupicka; род. 29 сентября 1945 в Вене) — австрийская джазовая певица, представительница Австрии на конкурсе песни Евровидение 1971.
В своей стране наиболее известна тем, что исполняет свои песни на венском диалекте немецкого языка — разновидности баварского диалекта, распространённого в Вене и её окрестностях.

## Карьера
Первые выступления давала в составе джаз-бенда «The Internationals», с которым она гастролировала по странам Европы. Вернувшись в Вену, она познакомилась с Герхардом Броннером, который написал для неё песню «A Glock’n». В 1970 году одноимённый сингл занял двенадцатое место в австрийском чарте, также эта песня вошла в саундтрек одного из сериалов, и по сей день является одной из известнейших в её репертуаре. Позднее певица записала т. н. «австрийские версии» популярных в то время джаз-композиций, таких как «Mercy, Mercy, Mercy» (I kann net lang mit dir bös' sein), «Spinning Wheel» (A g’scheckert’s Hutschpferd) и «Aquarius/Let the Sunshine In» (Der Wasserkopf).
3 апреля 1971 года представляла свою страну на ежегодном конкурсе песни Евровидение, проходившем в Дублине, с песней «Musik». Примечательно, что это единственная песня за историю конкурса, исполненная на венском диалекте немецкого языка. Исполнительница, набрав 66 очков, финишировала 16-й.
В дальнейшем Марианне активно выступала и выступает с собственными песнями, преимущественно в Вене. В 90-х проявила себя как актриса телесериала, исполнив главную роль в «Kaisermühlen Blues».

## Дискография

### Альбомы
- Wie a Glock’n (1970)
- Gute Lieder sind wie Pistolen (1972)
- Wienerlieder (1974)
- Lieder Songs Schlager (1975)
- Meine Lieder (1975)
- Neue Lieder (1978)
- Momendt (1994)
- Jazz-Mendt-Live (1997)
- Freunde und Propheten (2000)
- Gold Collection (2000)
- Momendts (2003)
- The Very Best Of (2004)

### Синглы
- Musik (1971)
- Gute Lieder sind wie Pistolen (1972)
- I wünsch mir zu Weihnachten (1972)
- I bin in dir daham (1972)
- Komm, alter Pianospieler (1974)
- Ich lache Tränen wenn du lügst (1977)
- Berlin (1981)
- Wird schon werden (2000)